# São Francisco (Cap-Vert)
Pour les articles homonymes, voir São Francisco.
São Francisco est un quartier de la ville de Praia dans l'île de Santiago au Cap-Vert.

## Description
São Francisco est situé à 7 km au nord du centre-ville. 
À 3,5 km à l'est se trouve la baie de São Francisco et à 2,5 km au nord-est le village de Vale da Custa, qui fait partie de la municipalité de São Domingos.

## Population
Au recensement de 2010, la localité comptait 570 habitants.